# Сьвіняри-Великі
Сьвіняри-Великі (пол. Świniary Wielkie, нім. Groß Blumenau) — село в Польщі, у гміні Волчин Ключборського повіту Опольського воєводства.
Населення — 351 особа (2011).

## Демографія
Демографічна структура станом на 31 березня 2011 року:
|          | Загалом | Допрацездатний вік | Працездатний вік | Постпрацездатний вік |
| -------- | ------- | ------------------ | ---------------- | -------------------- |
| Чоловіки | 165     | 38                 | 110              | 17                   |
| Жінки    | 186     | 39                 | 106              | 41                   |
| Разом    | 351     | 77                 | 216              | 58                   |